# Ngan cánh trắng
Ngan cánh trắng (danh pháp hai phần: Cairina scutulata) là một loài ngan, thông thường được đặt trong chi Cairina và coi là có quan hệ họ hàng gần với các loài trong phân họ Anatinae. Tuy nhiên, phân tích các trình tự mtADN cytochrome b và NADH dehydrogenaza và kiểu phân bố địa sinh học lại chỉ ra rằng sự tương đồng về mặt giải phẫu với ngan bướu mũi (Cairina moschata) chỉ là biểu hiện bề ngoài. Vì thế, để chính xác hơn thì loài này có lẽ cần được đặt vào chi độc loài cũ của nó, với danh pháp Asarcornis scutulata, dường như không có quan hệ họ hàng gần với ngan bướu mũi mà có quan hệ họ hàng gần với các loài vịt lặn (Aythyinae).
Về mặt lịch sử, ngan cánh trắng đã từng phân bố rộng khắp từ đông bắc Ấn Độ và Bangladesh, qua khu vực Đông Nam Á tới Java và Sumatra. Tuy nhiên, vào năm 2002 quần thể hoang dã của nó chỉ còn khoảng 800 con, với khoảng 200 con tại Lào, Thái Lan, Việt Nam và Campuchia, 150 con ở Sumatra, chủ yếu là trong vườn quốc gia Way Kambas và khoảng 450 con tại Ấn Độ, Bangladesh và Myanmar. Tại Việt Nam, hiện chỉ còn thấy có tại Vườn quốc gia Cát Tiên và Khu bảo tồn thiên nhiên Kẻ Gỗ.
Do sự mất môi trường sống vẫn đang diễn ra, quần thể nhỏ và cô lập, cũng như việc săn bắt loài ngan này để lấy trứng và thịt nên ngan cánh trắng đã được đánh giá là nguy cấp trong Sách đỏ IUCN về các loài đang bị đe dọa. Nó được liệt kê trong Phụ lục I của CITES.

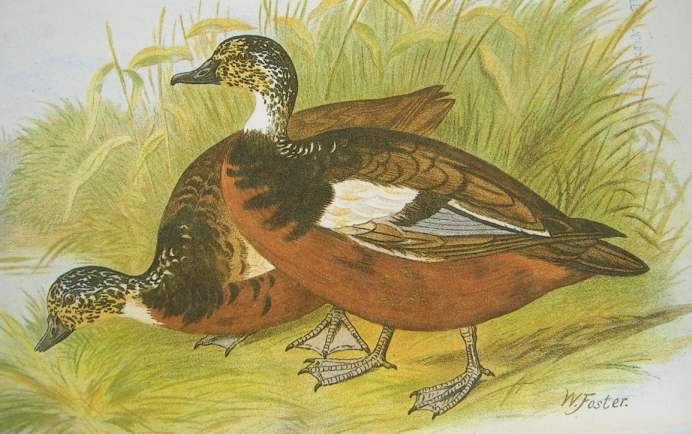
Minh họa ngan cánh trắng trong Gamebirds of India, Myanmah and Ceylon của Hume và Marshall.

## Đặc điểm
Ngan trống có bộ lông màu đen nhạt, phần đầu và cổ trên màu trắng. Khi bay nhìn rõ phía trên có cánh đen, bao cánh nhỏ trắng. Mỏ và ngón chân có màu vàng đến màu cam. Mắt màu đỏ. Ngan mái nhỏ hơn ngan trống, mắt màu nâu. Sinh sống ở các đầm lầy nước ngọt hoặc rừng, ven sông suối. Ghép thành đôi hoặc thành gia đình trong mùa sinh sản. Đẻ trong hốc cây to và già. Thức ăn chính là một số loại hạt, côn trùng, giun, cá nhỏ, đôi khi cả nhái.. Sống trong các khu rừng đầm lầy nước ngọt hoặc rừng ven sông suối. Có thể gặp ở độ cao tới 1.500 m. Ban ngày chúng ở trong rừng, ban đêm mới ra đầm lầy hoặc suối để kiếm ăn..

## Hình ảnh

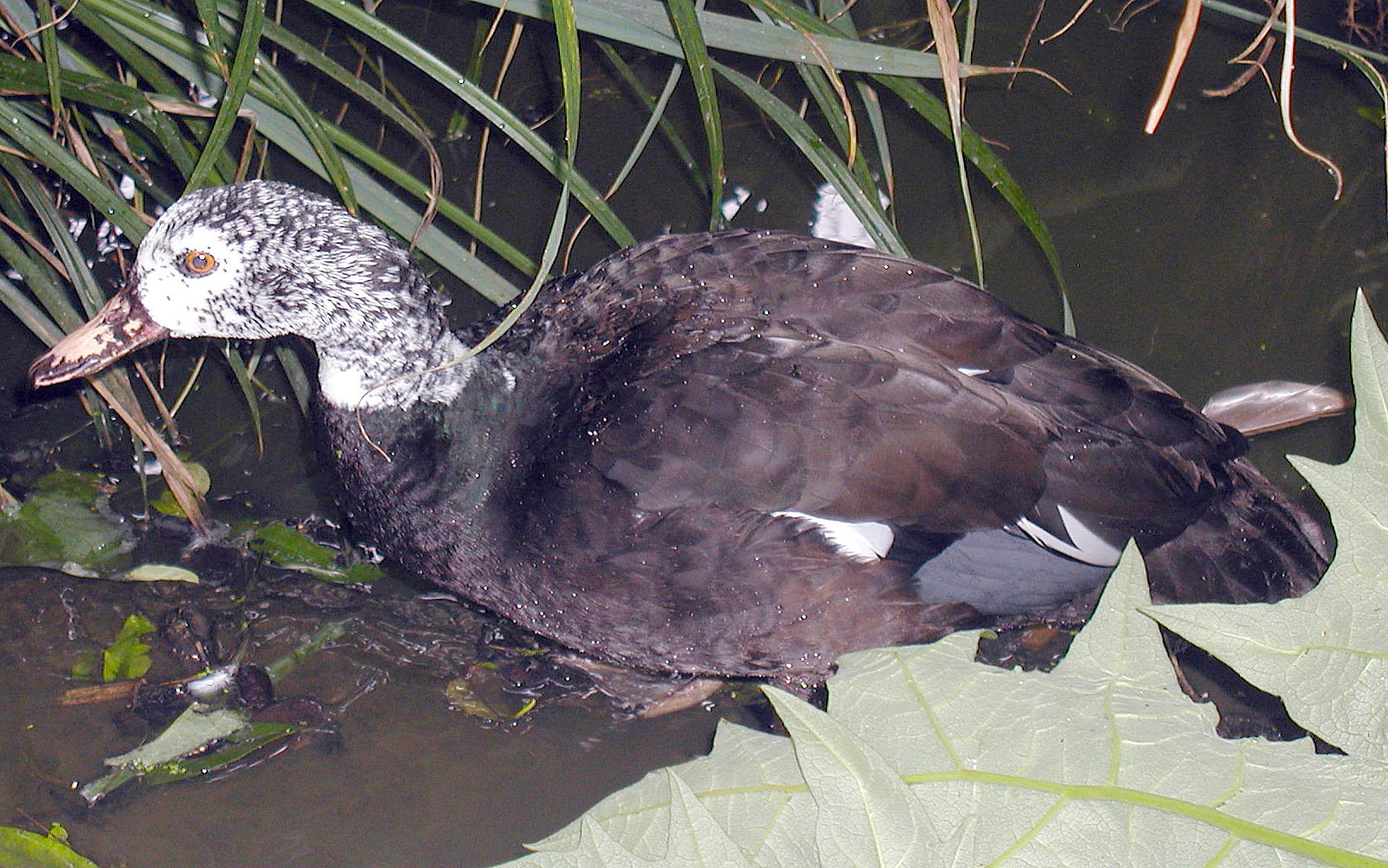
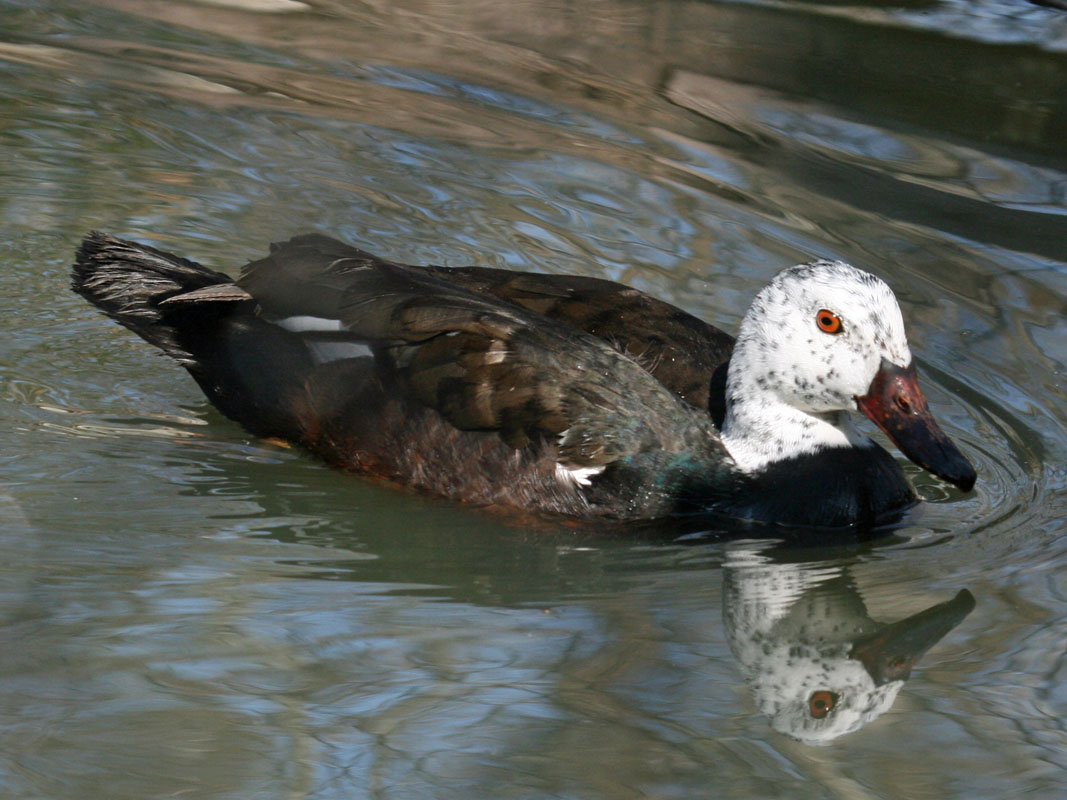
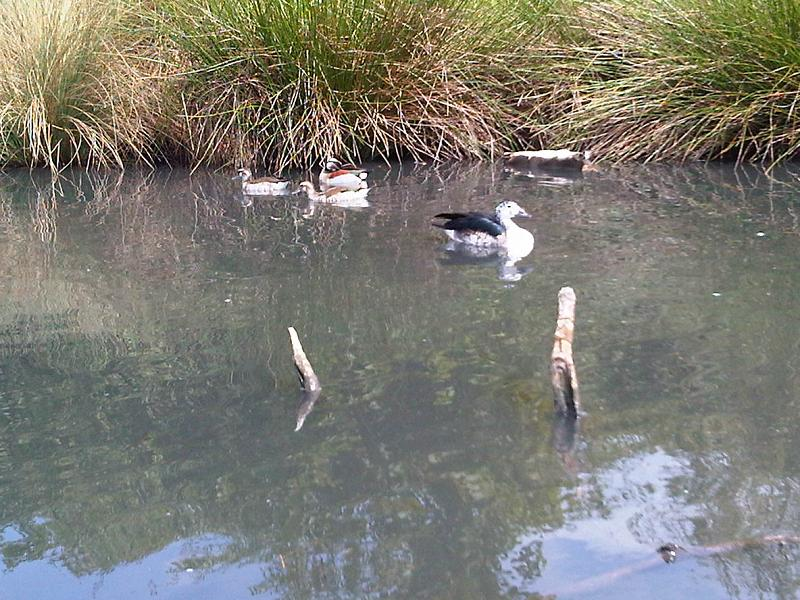
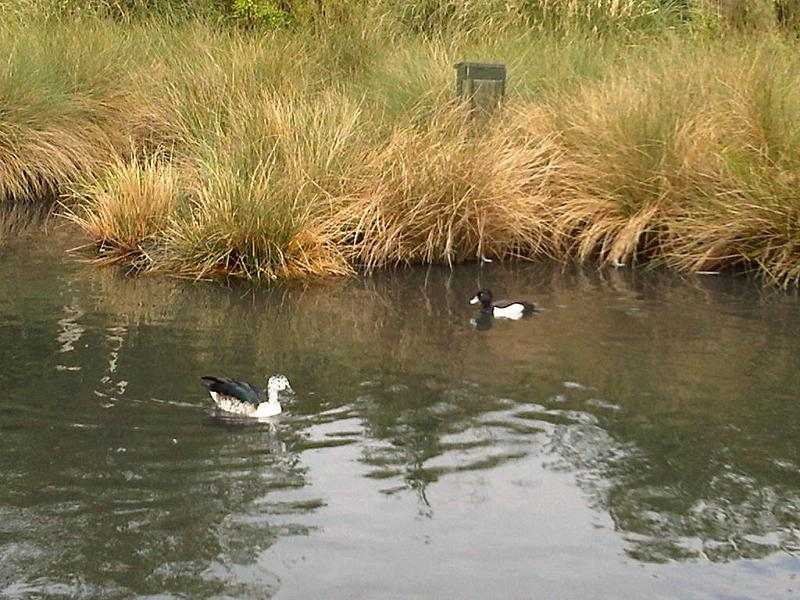